# Stary Kostrzyn
Stary Kostrzyn (niem.  (Alt) Küstrin) – zachodnia część Kostrzyna nad Odrą w powiecie gorzowskim w województwie lubuskim, stanowiąca historyczne centrum miasta z rynkiem (Placem Ratuszowym), Placem Zamkowym i twierdzą. Leży naprzeciw Küstrin-Kietz w Niemczech (dawniej lewobrzeżna część Kostrzyna), na półwyspie między Wartą i Odrą, wewnątrz półkola wytyczonego przez ulicę Graniczną. Jest to jedyna część Kostrzyna nad Odrą położona bezpośrednio nad Odrą; nowoczesna (powojenna) część miasta leży w rzeczywistości nad Wartą
Kostrzyńska Starówka stanowi obecnie zarośnięte pole z resztkami ruin dawnej zabudowy na skutek zniszczeń po zaciętych walkach w 1945 roku. Kostrzyn został zniszczony w blisko 100% i jest uznawany za najbardziej zniszczone wojną miasto na terenie dzisiejszej Polski, nazywane czasem „polską Hiroszimą”. Widoczny jest natomiast plan urbanistyczny Starego Kostrzyna poprzez wykoszenie ścieżek w miejscu po dawnych ulicach i placach kostrzyńskiej starówki.
Po II wojnie światowej (Stary) Kostrzyn znalazł się w powiecie chojeńskim na terenie tzw. Ziem Odzyskanych (tzw. III okręg administracyjny – Pomorze Zachodnie). 28 czerwca 1946 wszedł w skład powiatu gorzowskiego w województwie poznańskim. 6 lipca 1950 włączono go do nowo utworzonego województwa zielonogórskiego.
Starówki (Starego Kostrzyna) nigdy nie odbudowano (poza wybranymi elementami jak np. Brama Berlińska, Brama Chyżańska czy Bastion Filip), a współczesny Kostrzyn nad Odrą powstał na wschód od dawnego miasta.